# Supplicatio
La supplicatio era una ceremonia solemne de la religión de la Antigua Roma que se celebraba para dar gracias o suplicar a los dioses, que tenía lugar en ocasiones especiales decretadas por el Senado, que establecía los términos y su duración.
Algunos estudiosos, como León Halkin distinguen tres tipos de supplicatio: la expiatoria, la propiciatoria y la de agradecimiento (o de acción de gracias).

## Caracteres generales de lasupplicatio
Etimológicamente, el término supplicatio designa un rito en el que tiene lugar el acto de prosternación, a la manera griega, doblando las rodillas (como hace un suplicante, supplex), ante la majestad de los dioses. Pero el ritual también incluía procesiones, oraciones, libaciones y sacrificios.
Este ritual está atestiguado por primera vez en el siglo V a. C. pero existiría, sin duda, ya desde el período monárquico. lo que demostraría que el ritual es de origen romano y no griego.

## Lasupplicatioexpiatoria
Ante un peligro público o una calamidad que se abatiese sobre el pueblo romano como el hambre o una epidemia, a menudo acompañada de prodigios (omina), los romanos veían la señal de que la pax deorum, es decir, el buen acuerdo entre ellos y los dioses (a través del cual disfrutaban de su favor y apoyo) se había roto. Para calmar la ira de los dioses e implorar su perdón, el Senado podía (por lo general, después de consultar los  libros sibilinos) promulgar una supplicatio.
Esta forma de supplicatio, a veces llevaba el nombre de obsecratio, pero esa palabra significaba primeramente la oración por la que se trataba de obtener el perdón de los dioses. La ceremonia duraba entre uno y tres días, durante los cuales se abrían todos los templos y las estatuas o emblemas sagrados de los dioses eran colocados en plataformas especiales (Pulvinaria) y toda la población engalanada con guirnaldas y ramas de laurel se acercaba para realizar ofrendas, plegarias y sacrificios.
Se han atestiguado hasta una cincuentena de oraciones de este tipo desde el siglo V a. C., especialmente durante la segunda guerra púnica. Posteriormente son más raras de encontrar y finalmente desaparecen hacia mediados del siglo I.
En algunas ocasiones, la supplicatio expiatoria se celebraba asociada a un lectisternium (lectisternas).

## Lasupplicatiopropiciatoria
No tiene una función reparadora como la expiatoria, sino una función preventiva. Se pide a los dioses que preserve a Roma del peligro que la amenaza, como una invasión o el riesgo de una derrota. El ritual era prácticamente el mismo que en la propiciatoria. El Senado no solía recurrir a esta supplicatio, los ejemplos conocidos se sitúan en la época de la segunda guerra púnica o en la década siguiente. También se conocen algunos casos de supplicatio espontáneas, por iniciativa de matronas romanas. Bajo el Imperio, se han encontrado algunos ejemplos de supplicatio decretadas para mantener o restablecer la salud del emperador.

## Lasupplicatiode agradecimiento
Es una ceremonia de acción de gracias decretada para agradecer a los dioses haber dado la victoria al ejército romano. A diferencia de las dos primeras formas de supplicatio, que estaban asociadas con el miedo y la angustia, ésta se celebra en un entorno de regocijo. El primer ejemplo conocido se sitúa en el 449 a. C., donde se promulgó un día de supplicatio por el Senado en honor de las victorias de los cónsules Lucio Valerio Potito sobre los Ecuos y Marco Horacio Barbato sobre los Sabinos y la gente, espontáneamente añadió un segundo día. Al final de la República, en el año 43 a. C., el Senado acordó el doble de súplicas por un período de cincuenta días por iniciativa de Cicerón.
Para un general victorioso, la supplicatio formaba parte de una serie de honores, que comenzaba con el saludo imperial, en el campo de batalla y puede completar el triunfo. Como para el triunfo, pero con menores requerimientos en cuanto al número de bajas enemigas, tiene una serie de condiciones para cumplir: el general debería estar revestido de imperium a título personal y haber vencido bajo sus propios auspicios, debe tratarse de una guerra extranjera (no civil) y legítima (bellum iustum, establecida de conformidad con las normas del derecho romano de la guerra), debe tratarse de una victoria decisiva, con muchas muertes en el campo enemigo. Sin embargo, no se requiere, a diferencia del triunfo, que la campaña haya terminado.
En el siglo I a. C., el significado de este ritual evoluciona: en teoría se da gracias a los dioses, pero en realidad es, sobre todo, un honor rendido a un general. Poco a poco, las consideraciones políticas empiezan a ser mayores que las preocupaciones religiosas. Las súplicas son decididas por razones distintas a la victoria sobre un enemigo extranjero: por ejemplo, en el 43, a la conclusión del segundo triunvirato, o en el 30 a la muerte de Marco Antonio. Se otorgan honores adicionales a los beneficiarios, como la erección de una estatua ecuestre de oro en el foro, a Lépido en el 43, por iniciativa de Cicerón. Además, para perpetuar la memoria de ciertos acontecimientos, el Senado procedió a promulgar suplicaciones anuales con fecha fija: la primera vez, en el 44, en honor de César, para celebrar el aniversario de su nacimiento y los días en que había obtenido sus victorias. Octavio, posteriormente, obtuvo honores similares.
Bajo el Imperio, la supplicatio se mantuvo hasta finales del siglo III. Solamente el Imperator y  titular de los auspicios mayores, podía ser beneficiario de tal honor. Augusto indica en las Res gestae que fue honrado cincuenta y cinco veces por la decisión del Senado.  Pero las suplicaciones a veces son votadas por razones que no tienen nada que ver con una victoria militar, como puede ser el fracaso de una conspiración, el éxito poético de Nerón o incluso por el asesinato de Agripina y Octavia, presentadas como sucesos benéficos para Roma. También las autoridades locales decidieron supplicatio en algunas ciudades de Italia y de provincias, como Cuma o Narbona.